# اولیسز دا لا کروز
اولیسز دا لا کروز (انگلیسی: Ulises de la Cruz؛ زادهٔ ۸ فوریهٔ ۱۹۷۴) یک بازیکن فوتبال اهل اکوادور است.
وی همچنین در تیم ملی فوتبال اکوادور بازی کرده‌است.